# كانغ إيون-كيونغ
كانغ إيون-كيونغ (هانغل: 강은경) هي كاتبة سيناريو ومبتكرة سلاسل تلفزيونية كورية جنوبية، اشتهرت بكتابة مسلسل ملك الخبز، كيم تاك جو، والتي وصلت إلى ذروة تقييماتها بنسبة 50.8٪ في عام 2010.

## فيلموغرافيا

### ككاتب
- مخلوق جيونغسونغ (2023)[4]
- الفريق-ب (TBA, 2020)[5]
- حيث تسقط النجوم (SBS, 2018)[6]
- الطبيب الرومانسي (23-SBS, 2016)- ثلاث مواسم
- ما مع هذه العائلة (KBS2, 2014)
- دفتر العائلة غو (MBC, 2013)[7]
- المجد جين (KBS2, 2011)[8]
- ملك الخبز، كيم تاك جو (KBS2, 2010)
- منافسون هائلون (KBS2, 2008)
- بيتشونمو (GDTV, 2006 / SBS, 2008)
- ربيع دال جا (KBS2, 2007)
- مرحبا بالله (KBS2, 2006)
- أوه أشعر بالشباب (KBS2, 2004)
- شخص جدي (MBC, 2003)
- الأحذية الزجاجية (SBS, 2002)
- فندق هوتل (MBC, 2001)
- الصدفة الثالثة (MBC, 2001)
- الشبح (SBS, 1999)
- يوم الأحد (KBS2, 1999)
- الليالي البيضاء (SBS, 1998)
- بابا كاندير (TRT1, 2015)

### كامنشئ
- ضبابي (JTBC, 2018)
- الحب الثوري (tvN, 2017)
- السيدة المزاجية ونام جونغ جي (JTBC, 2016)
- عالم المتزوجين (JTBC, 2020)
- الآن، نحن نفترق (SBS, 2021)
- مكتب الرومانسية القاسية (JTBC, 2022)
- عائلة استثنائية (JTBC, 2024)[9]

## الجوائز
- 2014 جوائز KBS للدراما: أفضل كتابة (ما مع هذه العائلة).
- 2011 جوائز سيول للفنون والثقافة الثانية: أفضل كاتب دراما ( ملك الخبز، كيم تاك جو)[10]
- 2010 جوائز KBS للدراما: أفضل كاتب ( ملك الخبز، كيم تاك جو).[11]
- 2010 جوائز المحتوى الكوري: جائزة رئيس الوزراء في مجال البث ( ملك الخبز، كيم تاك جو).
- 2010 رابطة كتّاب الراديو والتلفزيون الكوريين: أفضل كاتب ( ملك الخبز، كيم تاك جو).
- 2010 جوائز الدراما الكورية ال3: أفضل كاتب ( ملك الخبز، كيم تاك جو).

## أنظر ايضا
- كيم سون أوك
- كيم إيون سوك
- مون يونغ-نام
- كيم ايون هي
- بارك جي إيون

## وصلات خارجية
- كانغ إيون-كيونغ على موقع IMDb (الإنجليزية)
- كانغ إيون-كيونغ على موقع قاعدة بيانات الفيلم (الإنجليزية)